# Udaipur, Tripura
Udaipur là một thị xã và là một nagar panchayat của quận South Tripura thuộc bang Tripura, Ấn Độ.

## Địa lý
Udaipur có vị trí 23°32′B 91°29′Đ / 23,53°B 91,48°Đ Nó có độ cao trung bình là 22 mét (72 feet).
Thành phố này nổi tiếng với ngôi đền Tripura Sundari. Đây cũng là trụ sở của quận Gomati. Udaipur cách Agartala khoảng 55 km, thủ phủ của Tripura. Có rất nhiều hồ nhân tạo (cụ thể là Dhani Sagar, Bijoy Sagar (Mahadev Dighi), Jagannath Dighi, Amar Sagar). Udaipur là thành phố lớn thứ ba của Tripura tiếp theo Agartala và Dharmanagar bên bờ sông Gomati.

## Nhân khẩu
Theo điều tra dân số năm 2001 của Ấn Độ, Udaipur có dân số 21.751 người. Phái nam chiếm 52% tổng số dân và phái nữ chiếm 48%. Udaipur có tỷ lệ 84% biết đọc biết viết, cao hơn tỷ lệ trung bình toàn quốc là 59,5%: tỷ lệ cho phái nam là 87%, và tỷ lệ cho phái nữ là 81%. Tại Udaipur, 9% dân số nhỏ hơn 6 tuổi.